# Patria (periódico)
Patria fue un periódico español publicado en la ciudad de Granada entre 1935 y 1983. Surgido originalmente como un semanario falangista, reaparecería durante la Guerra civil, pasando a publicarse con formato diario. Durante la Dictadura franquista constituyó uno de los periódicos pertenecientes a la cadena de Prensa del Movimiento.

## Historia
Originalmente nacido el 9 de febrero de 1935 como una publicación falangista de carácter quincenal, verá suspendida su actividad a comienzos de 1936. La publicación estuvo dirigida por el falangista José Gutiérrez Ortega. Patria reapareció el 30 de agosto de 1936 —poco después del estallido de la Guerra civil— bajo la dirección del falangista José Molina Plata, publicándose con periodicidad semanal. Inicialmente se editó en los talleres del antiguo diario lerrouxista La Publicidad.
A partir del 12 de octubre de 1939 se empezó a editar como un diario. Durante la Dictadura franquista pasó a formar parte de la Cadena de Prensa del Movimiento. No obstante, Patria nunca logró superar a su principal rival en Granada, el Ideal, y en sus mejores épocas apenas si logró superar la tirada diaria de 3.000 ejemplares. En 1977, tras la muerte de Franco, quedó adscrito al organismo público Medios de Comunicación Social del Estado. Sin embargo la situación económica, que siempre había sido deficitaria, empeoró progresivamente. Por esa razón, el estado decidió cerrar el diario. Patria fue clausurado en 1983.
Entre sus colaboradores destacaron Juan de Loxa, Guillermo Soria o Francisco Gil Craviotto.

## Directores
Por la dirección del diario pasaron, entre otros, Jaime Torner Cervera, Alfonso Moreno, Eduardo Molina Fajardo, José María Bugella, o Juan José Porto.